# Джибріль Сідібе (футболіст, 1982)
Це стаття про футболіста збірної Малі. Про французького футболіста див. статтю Джибріль Сідібе (французький футболіст)
Джибріль Сідібе (фр. Djibril Sidibé, нар. 23 березня 1982, Бамако) — малійський футболіст, півзахисник клубу «Ред Стар».
Виступав за ряд французьких та ізраїльських клубів, а також національну збірну Малі.

## Клубна кар'єра
Розпочав займатись футболом на батьківщині у клубі «Сентр Саліф Кейта», в якому провів один сезон, взявши участь у 20 матчах чемпіонату.
1999 року потрапив в другу команду «Монако», де провів два наступні роки. Після цього у сезоні 2001/02 Джибріль дебютував за основну команду «монегасків», але закріпитись у Лізі 1 не зумів, через що здавався в оренди в клуби «Шатору» та «Бастія».
Влітку 2005 року повернувся до «Шатору», де провів три сезони у Лізі 2, після чого ще два сезони там же виступав за «Седан».
З літа 2010 року виступав у Ізраїлі за клуби «Маккабі» (Тель-Авів), «Хапоель» (Рамат-Ган) та «Хапоель» (Ашкелон).
На початку 2014 року повернувся до Франції, підписавши контракт зі столичним «Ред Старом», за який відіграв лише 8 матчів в третьому за рівнем дивізіоні країни, після чого покинув клуб.

## Виступи за збірну
2001 року дебютував в офіційних матчах у складі національної збірної Малі. 
У складі збірної був учасником Кубка африканських націй 2002 року у Малі, Кубка африканських націй 2004 року у Тунісі та Кубка африканських націй 2008 року у Гані.
Всього провів у формі головної команди країни 46 матчів, забивши 4 голи.

## Титули і досягнення
- Володар Кубка Ізраїлю (1):

«Хапоель» (Рамат-Ган): 2012-13